# Caesar (motorfiets)
Caesar is een historisch merk van motorfietsen.
De bedrijfsnaam was: Caesar Cycle Co. Ltd., Empire Works, Earlsdon, Coventry.
Caesar was een Britse rijwielfabriek die ook eenvoudige, lichte motorfietsen maakte met een 269cc-Villiers-motorblok. De productie begon in 1922, maar werd al in 1923 weer beëindigd.